# Spezzano Piccolo
Spezzano Piccolo är en ort och frazione i i kommunen Casali del Manco provinsen Cosenza i regionen Kalabrien i Italien.
Spezzano Piccolo bildade 2017 tillsammans med de tidigare kommunerna Casole Bruzio, Pedace, Serra Pedace, och Trenta den nya kommunen Casali del Manco. Den tidigare kommunen hade 2 046 invånare (2017).